# Manju-ji (Iga)

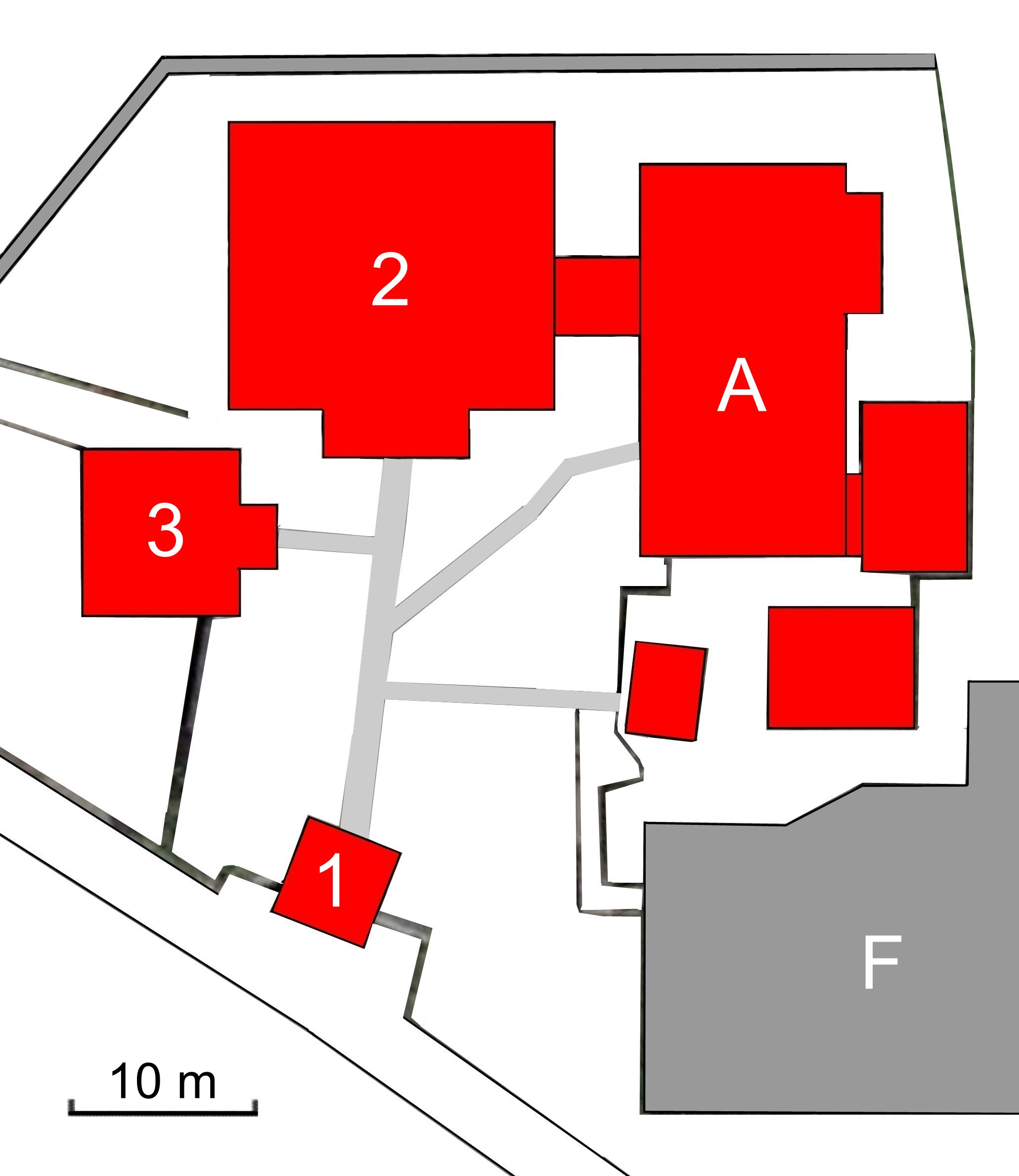
Plan des Tempels (s. Text)

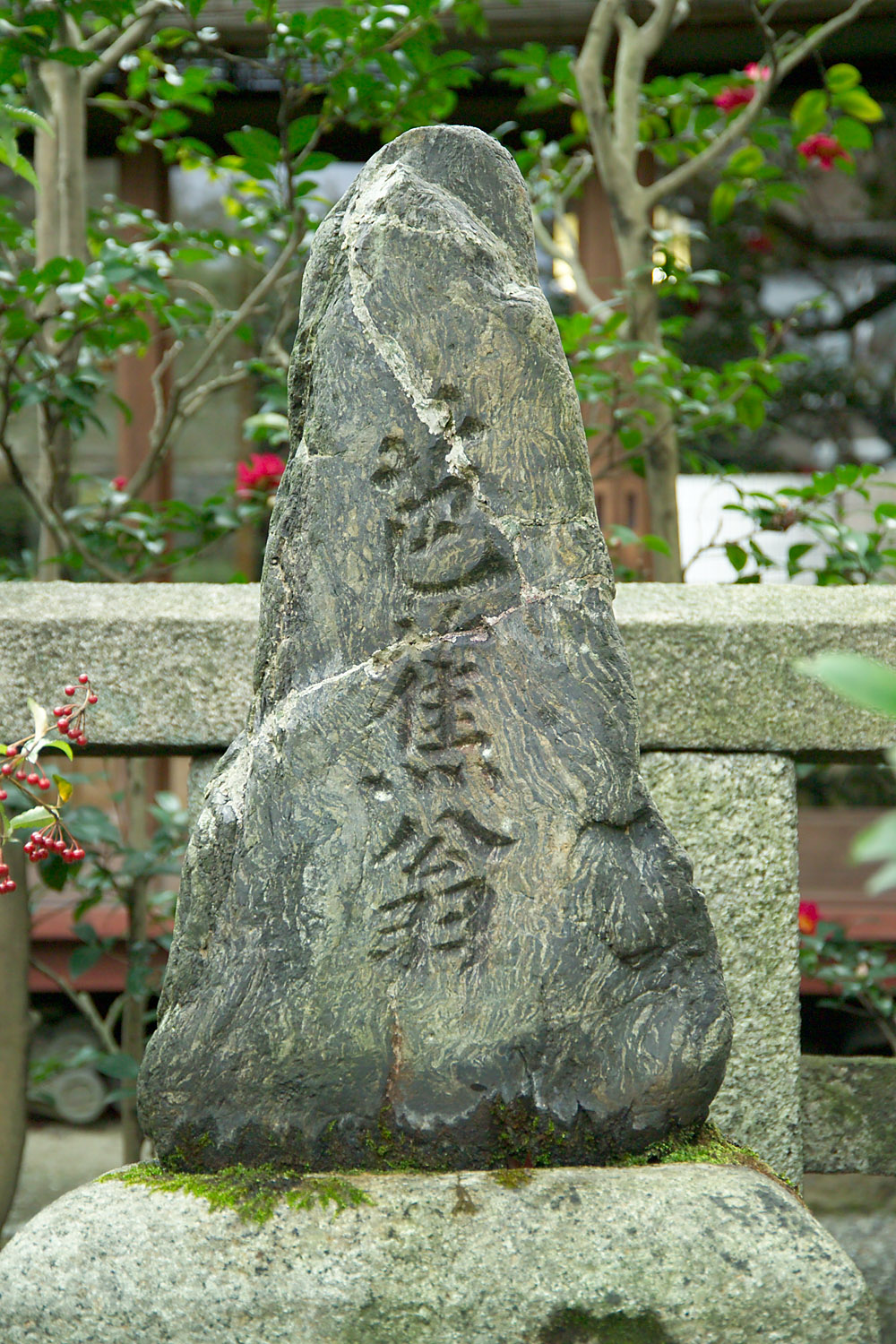
Bashōs Grabstein

Das Manju-ji (japanisch 萬壽寺) ist ein Tempel der Sōtō-Richtung des Buddhismus in der Stadt Iga in der Präfektur Mie.

## Geschichte
Der Vorläufer, der Chōfuku-ji (長福寺), war ein Untertempel (末寺; Matsuji) des Saidai-ji, der 13. Jahrhundert auf Wunsch der Fürsten Fukuchi (福地氏) als Gebetstempel errichtet wurde. 1760 wurde er in Manju-ji umbenannt.

## Die Anlage
Die einfache Anlage besteht aus Gebäuden um einen Hof. Man betritt sie durch das nicht sehr große Tempeltor (山門, Sanmon; 1) und hat dann schräg voraus die Haupthalle (本堂, Hondō; 2) vor sich. In der Haupthalle befindet sich ein Kabinett (桃青堂, Tōsei-dō) mit einer Statue des Dichters Matsuo Bashōs, der aus Iga stammt. Zur Linken befindet sich die kleine Kannonhalle (観音堂; 3), das älteste Gebäude der Präfektur Mie, und zur Rechten das Abt- und Mönchsquartier (A) sowie der Friedhof (F), auf dem Bashō beerdigt wurde.

## Schätze des Tempels
Die Hauptkultfigur, ein sitzender, aus Holz gefertigter, lebensverlängernder heiliger Jizō (木造延命地蔵菩薩坐像, Mokuzō emmei Jizō bosatsu zazō) aus dem 3. Jahr Jōji (1364) wurde 1936 als Wichtiges Kulturgut Japans eingetragen. Er ist im Inneren signiert, enthielt ein Shari und eine Anzahl von Texten und zahlreiche Beigaben. Der Tempel besitzt weiter einen stehenden heiligen Fudō Myōō (木造不動明王立像, Mokuzō Fudō Myōō tatsuzō) – Kulturgut der Präfektur – und zahlreiche weitere Tempelschätze.